# Люспогърда амадина
Люспогърдата амадина (Lonchura punctulata) е вид птица от семейство Estrildidae. Видът е незастрашен от изчезване.

## Разпространение
Разпространен е в Афганистан, Бангладеш, Бутан, Бруней, Камбоджа, Китай, Индия, Индонезия, Лаос, Малайзия, Мианмар, Непал, Филипини, Сингапур, Шри Ланка, Тайван, Тайланд, Източен Тимор и Виетнам.